# Adriana Pirtea

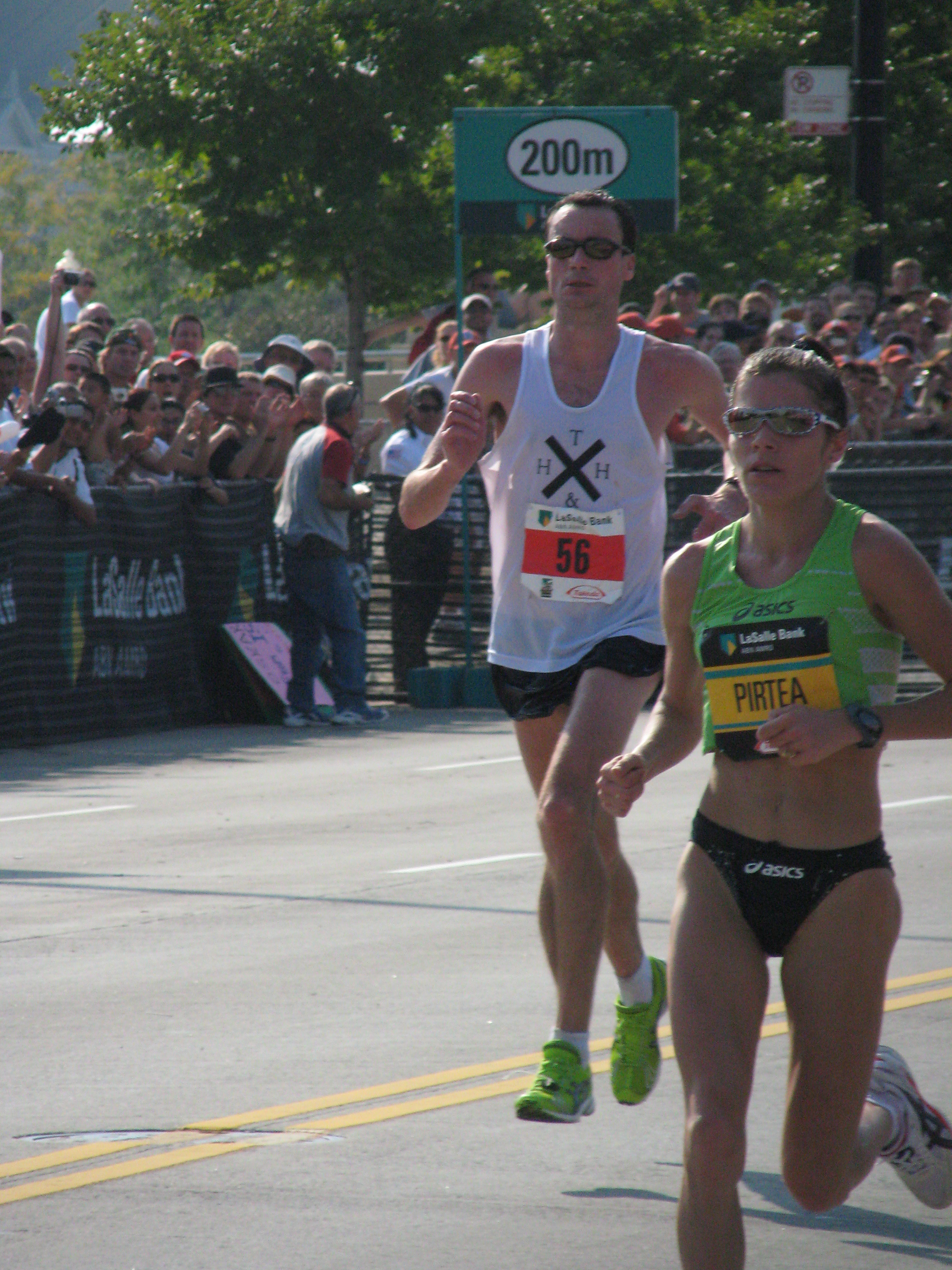
Adriana Pirtea beim Chicago Marathon 2007

Adriana Pirtea (* 31. Januar 1980) ist eine rumänische Langstreckenläuferin.
Sie wurde 2006 nationale Meisterin über 5000 Meter und 2007 über 5000 und 10.000 Meter. Bei der Halbmarathon-Weltmeisterschaft 2005 wurde sie Zehnte.
Ihr Debüt auf der Marathonstrecke gab sie 2007 beim Chicago-Marathon. Bei Temperaturen über 30° setzte sie sich bei km 30 zusammen mit der Vorjahressiegerin Berhane Adere vom Rest des Feldes ab. Zwei Kilometer vor dem Ziel hatte sie bereits 30 Sekunden Vorsprung auf Adere, bemerkte jedoch zu spät, dass ihre Kontrahentin heranspurtete, und musste sich mit drei Sekunden Rückstand geschlagen geben.
Adriana Pirtea ist eine Absolventin der University of Texas at El Paso.